# Альянс демократів (політичний інтернаціонал)

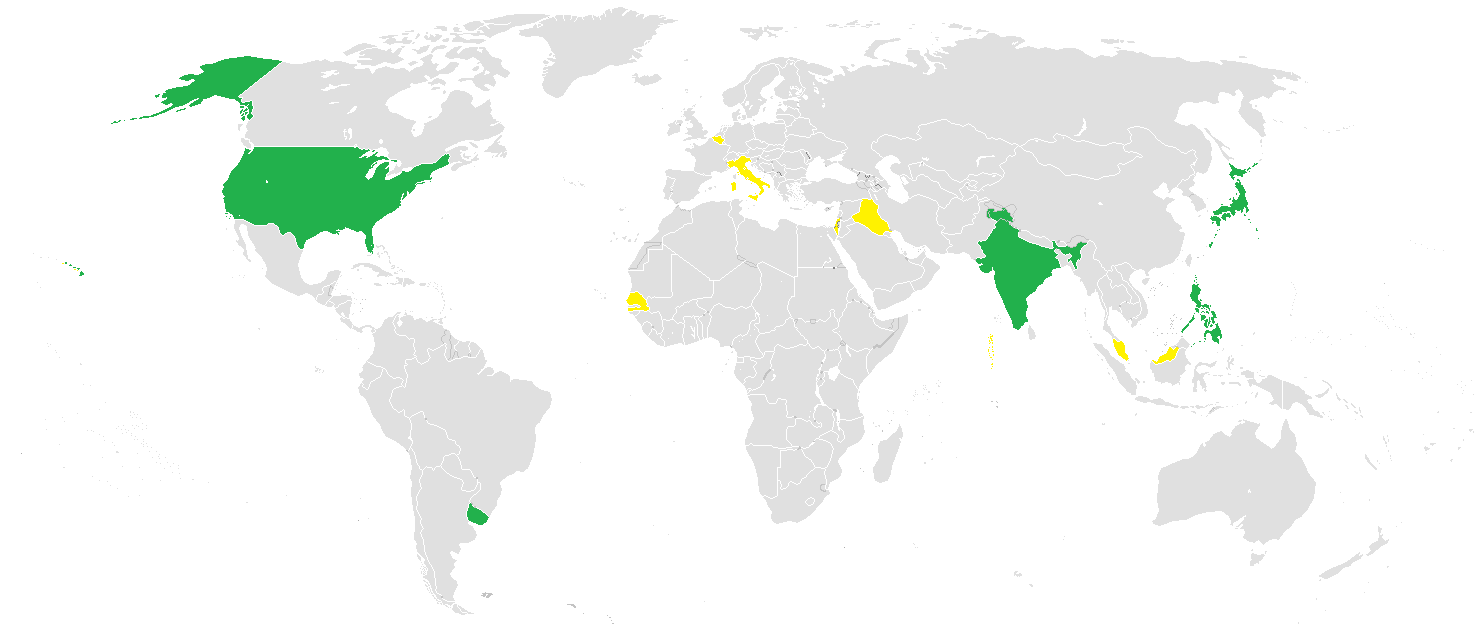
Партії-члени, які очолюють урядову коаліцію, позначено зеленим. Країни, членами яких є партії, які входять до урядової коаліції, але не очолюють її, позначені жовтим (станом на червень 2012 року).

Альянс демократів був вільним політичним інтернаціоналом, який діяв з 2005 по 2012 рік  Хоча вона не опублікувала офіційного маніфесту, вона складалася з широкого кола політичних партій, які ідентифікували себе як правоцентристські, центристські та лівоцентристські .  Його заснували Демократична партія США, Європейська демократична партія (EDP) і Рада азійських лібералів і демократів (CALD).
Альянс включав членів Центристсько-демократичного інтернаціоналу (таких як Християнсько-демократична партія Чилі та Демократичний союз Каталонії ) та Ліберального інтернаціоналу (таких як усі члени Ради азійських лібералів і демократів ), а також колишніх членів Соціалістичний інтернаціонал ( Індійський національний конгрес ), відносно нова ізраїльська партія Кадіма та консервативні партії, такі як Демократична партія Сербії, яка також є членом Міжнародного демократичного союзу .
Співголовами Альянсу були Франсуа Байру, Франческо Рутеллі та Еллен Таушер, а після 2008 року Джанні Вернетті, який також був співпрезидентом Італійської ліберальної групи, був координатором Альянсу. 

## Колишні учасники

### Національні партії та групи
| Країна                          | Партія                                          |
| ------------------------------- | ----------------------------------------------- |
| </img> Андорра                  | Ліберальна партія Андорри                       |
| </img> Бельгія                  | Громадянський Рух Змін                          |
| </img> Бірма                    | Національна рада Союзу Бірми                    |
| </img> Камбоджа                 | Вечірка Сема Рейнсі                             |
| </img> Чилі                     | Християнсько-демократична партія Чилі           |
| </img> Кіпр                     | Європейська партія                              |
| </img> Домініканська республіка | Домініканська революційна партія                |
| </img> Єгипет                   | Партія Демократичний фронт                      |
| </img> Франція                  | Демократичний рух                               |
| </img> Гонконг                  | Демократична партія                             |
| </img> Індія                    | Індійський національний конгрес                 |
| </img> Індонезія                | Індонезійська демократична партія – боротьба    |
| </img> Іракський Курдистан      | Демократична партія Курдистану Іраку            |
| </img> Ізраїль                  | Кадіма                                          |
| </img> Італія                   | Альянс для Італії                               |
| </img> Японія                   | Демократична партія Японії                      |
| </img> Казахстан                | Демократична партія                             |
| </img> Литва                    | Лейбористська партія                            |
| </img> Малайзія                 | Малайзійська партія народного руху              |
| </img> Мальдіви                 | Мальдівська демократична партія                 |
| </img> Філіппіни                | Ліберальна партія                               |
| </img> Сан-Марино               | Народний альянс                                 |
| </img> Сенегал                  | Сенегальська демократична партія                |
| </img> Сербія                   | Демократична партія Сербії                      |
| </img> Сінгапур                 | Сінгапурська демократична партія                |
| </img> Словаччина               | Народна партія - Рух за демократичну Словаччину |
| </img> Південна Африка          | Демократичний Альянс                            |
| </img> Іспанія                  | Національна партія Басків                       |
| </img> Іспанія                  | Демократичний союз Каталонії                    |
| </img> Шрі Ланка                | Ліберальна партія Шрі-Ланки                     |
| </img> Судан                    | Ліберальна партія                               |
| </img> Тайвань                  | Демократична прогресивна партія                 |
| </img> Таїланд                  | Демократична партія                             |
| </img> Об'єднане Королівство    | Політична мережа                                |
| </img> Сполучені Штати          | Демократична партія                             |
| </img> Уругвай                  | Широкий фронт                                   |

### Міжнародні коаліції
| Регіон                   | Вечірка                                                                         |
| ------------------------ | ------------------------------------------------------------------------------- |
| Африка                   | Альянс лібералів і демократів країн Африки, Карибського басейну і Тихого океану |
| Азії                     | Рада азіатських лібералів і демократів                                          |
| </img> Європейський Союз | Альянс лібералів і демократів за Європу                                         |
| </img> Європейський Союз | Європейська демократична партія                                                 |

### Відомі окремі члени
- Shukria Barakzai (Afghan politician and Muslim feminist)
- Pasqual Maragall (former president of the Generalitat de Catalunya)
- Ona Juknevičienė (MEP, EDP member)
- Paweł Piskorski (MEP, EDP member)
- Yolande Mukagasana (writer, witness to the genocide in Rwanda)

## Лідерство
- Співголови: Франсуа Байру, Франческо Рутеллі та Еллен Тошер (2005–...)
- Координатор: Джанні Вернетті (2008–...)

## зовнішні посилання
- Офіційний веб-сайт